# Gastón Etlis
Gastón Etlis (Buenos Aires, 4 novembre 1974) è un ex tennista argentino.

## Carriera
In carriera ha vinto 4 titoli di doppio. Nei tornei del Grande Slam ha ottenuto il suo miglior risultato raggiungendo la finale di doppio misto agli Australian Open nel 2002, in coppia con la connazionale Paola Suárez.
In Coppa Davis ha disputato 2 partite, ottenendo una vittoria e una sconfitta.

## Statistiche

### Doppio

#### Vittorie (4)
| Numero | Anno | Torneo                                       | Superficie  | Compagno         | Avversari in finale            | Punteggio      |
| 1.     | 2002 | Movistar Open, Viña del Mar                  | Terra rossa | Martín Rodríguez | Lucas Arnold Ker Luis Lobo     | 6-3, 6-4       |
| 2.     | 2002 | ATP Buenos Aires, Buenos Aires               | Terra rossa | Martín Rodríguez | Simon Aspelin Andrew Kratzmann | 3-6, 6-3, 10-4 |
| 3.     | 2004 | Open de Tenis Comunidad Valenciana, Valencia | Terra rossa | Martín Rodríguez | Feliciano López Marc López     | 7-5, 7-6       |
| 4.     | 2005 | Pilot Pen Tennis, New Haven                  | Cemento     | Martín Rodríguez | Rajeev Ram Bobby Reynolds      | 6–4, 6–3       |